# Toila
Toila è un comune rurale dell'Estonia nord-orientale, nella contea di Ida-Virumaa. Il centro amministrativo del comune è l'omonimo borgo (in estone alevik).
Nel 2017 ha inglobato il comune di Kohtla e di Kohtla-Nõmme.

## Storia
Nel 1897 il grande imprenditore russo Grigori Jelissejev acquistò un appezzamento di terreno collocato dove ora sorge il parco Toila-Oru, vicino al fiume Pühajõgi (in estone significa fiume sacro), con lo scopo di costruirvi un grandioso castello in stile italiano. Nel 1930, la società industriale d'Estonia ha comprato sia il castello che il parco in cui è situato, pagando a Jelissejev 100.000 krooni, e ha regalato il tutto alla Repubblica Estone. Il castello è quindi diventato la residenza estiva del Presidente dello Stato (a quei tempi era Konstantin Päts). Durante la seconda guerra mondiale, il castello è andato completamente distrutto, ed è rimasto solo il parco (che tuttora è considerato uno dei più belli d'Estonia). Il parco Toila-Oru è un centro per concerti estivi, con un palco esterno e qualche migliaio di posti a sedere. Il parco riunisce con successo due differenti stili di arte giardiniera: lo stile cinese, che cerca di conservare l'irregolarità della natura e lo stile italiano/francese, con le sue forme regolari. Il posto attira molte persone anche perché è situato vicino a un altro luogo turistico, Narva-Joesuu, ed è a soli 45 chilometri dalla città di Narva.
Il territorio del parco è  di circa 150 ettari e conta circa 270 specie di alberi diversi, la collezione più ricca in Estonia. Sono presenti quasi tutte le specie esistenti sul territorio Nazionale, con l'aggiunta di diverse specie esotiche provenienti in maggior parte dall'Europa, ma anche dall'America e dal Lontano Oriente.

## Località
Oltre al capoluogo, il comune comprende un altro borgo, Voka, e 9 località (in estone küla):
Altküla, Konju, Martsa, Metsamägara, Päite, Pühajõe, Uikala, Vaivina, Voka.

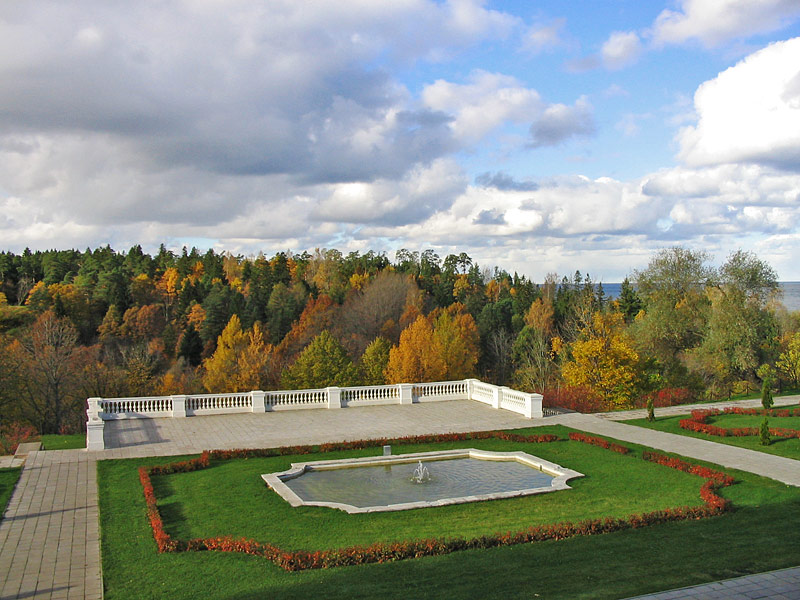
Una foto del parco Toila-Oru

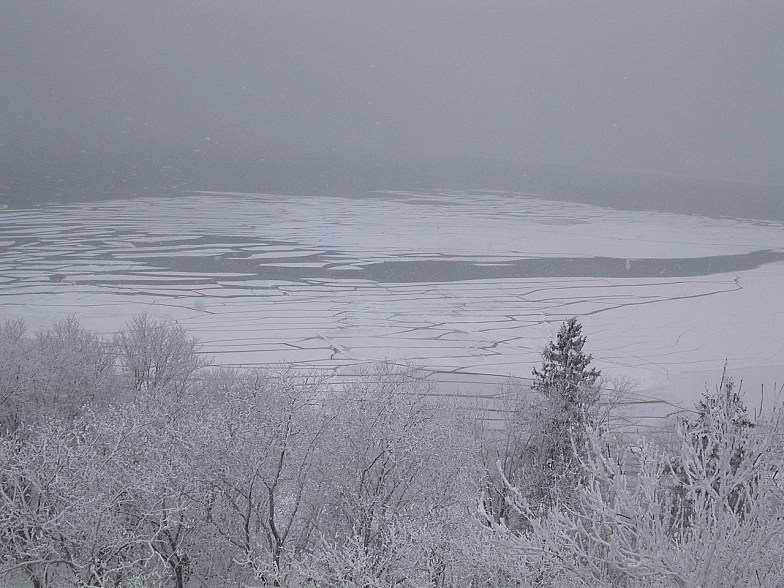
Un'immagine del golfo finlandese fatta a Toila